# Daniel Cadena
Daniel Cadena Sánchez (Manzanilla, 9 febbraio 1987) è un calciatore spagnolo naturalizzato nicaraguense, attaccante svincolato.

## Carriera

### Club
Ha giocato nel campionato spagnolo, nicaraguense, dominicano e islandese.

### Nazionale
Ha debuttato in nazionale nel 2014 ed è stato successivamente convocato per la Gold Cup 2017.